# Walter Wreszinski
Walter Wreszinski (* 18. März 1880 in Mogilno, Provinz Posen; † 9. April 1935 in Königsberg, Ostpreußen) war ein deutscher Ägyptologe und Professor an der Albertus-Universität Königsberg.
Mit drei Jahren verließ Walter Wreszinski mit seinem jüdischen Vater die Provinz Posen. Sein Abitur legte er in Berlin ab. Er studierte von 1898 bis 1899 in Leipzig und von 1899 bis 1904 in Berlin bei Adolf Erman. Während dieser Zeit arbeitete er auch am Wörterbuch der ägyptischen Sprache. In Berlin promovierte er 1904 mit einer Dissertation über „Die Hohenpriester des Amon“. Seit seiner Habilitation über Medizingeschichte in Ägypten im Jahr 1909 war er in Königsberg zunächst als Privatdozent tätig, seit 1920 als ordentlicher Honorarprofessor und seit 1927 als planmäßiger außerordentlicher Professor. 1907/08 und 1913/13 war er in Ägypten zu Ausgrabungen. Von 1921 bis 1931 war Wreszinski Herausgeber der Orientalistischen Literaturzeitung. Aufgrund des Gesetzes zur Wiederherstellung des Berufsbeamtentums wurde ihm 1934 aufgrund seiner jüdischen Herkunft die Professur entzogen. das Extraordinariat wurde noch bis 1934 an die Universität Göttingen verlegt. Er war Mitglied im Centralverein deutscher Staatsbürger jüdischen Glaubens. Seine Ehefrau Leonore geb. Oppler starb nach 1941 in Brasilien.
Der dreibändige Atlas zur altägyptischen Kulturgeschichte gilt als sein Hauptwerk.

## Werke
- Die Hohenpriester des Amon. Dissertation, Berlin 1904.

- Aegyptische Inschriften aus dem K.K. Hofmuseum in Wien. Leipzig 1906.

- Die Medizin der alten Ägypter I. Der grosse medizinische Papyrus des Berliner Museums (Pap. Berl. 3038). In Facsimile und Umschrift mit Übersetzung, Kommentar und Glossar. Leipzig 1909.

- Die Medizin der alten Ägypter II. Der Londoner medizinische Papyrus (BM 10059) und der Papyrus Hearst. Transkription, Übersetzung und Kommentar. Leipzig 1912.

- Die Medizin der alten Ägypter III. Der Papyrus Ebers. Umschrift, Übersetzung und Kommentar. Leipzig 1913.

- Lepsius: Denkmäler aus Aegypten und Aethiopien. Band V, 1913.

- Atlas zur altaegyptischen Kulturgeschichte. 5 Bände, Leipzig 1913–1936.

- Bericht über die photographische Expedition von Kairo bis Wadi Halfa. Zwecks Abschluss der Materialsammlung für meinen Atlas zur altägyptischen Kulturgeschichte. Leipzig 1927.